# Beukenkruikje
Het beukenkruikje (Splanchnonema loricatum) is een schimmel die behoort tot de familie Pleomassariaceae. Het leeft saprotroof in loofbossen op dode takken van Fagus.

## Kenmerken
De ascomata staan afzonderlijk of in groepen. Ze zijn ingedrukt bolvormig en hebben een diameter van 1000 µm en een hoogte tot 500 µm. Het peridium is ongeveer 100 µm dik. De ascosporen meten (26-) 31-42 (-50) × 13 - 16,5 µm.

## Verspreiding
In Nederland komt het uiterst zeldzaam voor.